# Лео Штопфер
Лео Штопфер (нім. Leo Stopfer; нар. 15 травня 1964, Тульн-на-Дунаї, Австрія) — сучасний австрійський художник, також відомий як «Художник зірок балету» (англ. The Painter of the Ballet-Stars).

## Біографія

### Початок творчого шляху
Перші свої малюнки художник почав малювати в 1979 році, а через два роки почав малювати олією під впливом творчості Пабло Пікассо. Уже в 18 років у Лео була перша персональна виставка.
У період 1989—1990 року художник малював абстрактні картини з використанням змішаної техніки імпасто. Картини даного стилю займали основну частину його роботи аж до 2009 року.

### Балерини на полотнах
Першу картину, присвячену балету, художник написав в 1989 році.
Пізніше балет став однією з головних тем художника. Протягом багатьох років він співпрацював з багатьма артистами балету. Серед них такі артисти світової балетної сцени, як Євгенія Образцова (Большой театр), Володимир Малахов (Державний балет Берліна), Марія Абашова (Театр балету Бориса Ейфмана), Ольга Смирнова (Большой театр), Марія Яковлєва (Віденський державний балет), а також танцівниці французького балету Ізабель Сьяравола і Людмила Пальэро (Паризька національна опера).
Однак особливе місце в творчості художника займає співпраця з прима-балериною Маріїнського театру Діаною Вишневою. Працюючи в жанрі портрета з Діаною Вишневою, Лео Штопфер продовжує створювати серію портретів видатних особистостей зі світу мистецтва. Наприклад, скульптурні зображення оперного співака Пласідо Домінго.
Лео Штопфер в своїх роботах не тільки акцентує увагу на внутрішньому світі людини, а й показує красу і грацію у всіх її проявах і формах.

### Виставки
Відповідно до російського журналу «Давай!»: «художник виставляється рідко, але якщо виставляється, то неодмінно в європейських столицях і тільки на грандіозних заходах, безпосередньо пов'язаних з танцювальним мистецтвом».
Лео Штопфер став першим художником, який на запрошення Klimt Villa в 2017 році працював в майстерні, в якій колись творив австрійський художник Густав Клімт. Підсумком цієї роботи стала виставка «мої музи» (нім. Meine Musen), що являє собою десятки малюнків і велика кількість жіночих портретів. Дана виставка була представлена в травні 2018 року в Відні.
Роботи художника знаходяться в державних та приватних збірках багатьох країн світу. Виставки Лео Штопфера проходять по всій Європі: Лондон, Москва, Відень, Гамбург, Люксембург, Берлін тощо.

## Стиль
Раніше (до того, як художник почав цікавитися балетом) Лео малював пейзажі в органічно-абстрактному стилі, використовуючи змішану техніку імпасто. Він комбінував землю, пісок і камені з акриловими фарбами, щоб створити рельєфну структуру.
Художнику подобається комбінувати акрилові фарби з олівцем. Також іноді він застосовує змішану техніку: художник використовує гуаш, а балерини танцюють на полотні, щоб залишити відбитки.
Присвятивши все своє творчість дослідженню людської натури, Лео Штопфер прагне передавати енергетику живого тіла. Моделям, яких зображує художник, властива підвищена чуттєвість і відвертість: це його індивідуальний стиль сприйняття дійсності, який розкривається в його роботах — малюнках і портретах.